# Marie Isabella van Oostenrijk

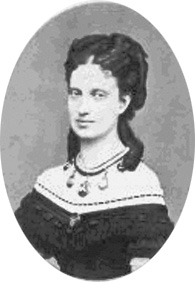
Marie Isabella van Oostenrijk

Marie Isabella (Florence, 21 mei 1834 – Bürgenstock, 14 juli 1901), aartshertogin van Oostenrijk, was de dochter van groothertog Leopold II van Toscane.

## Leven
Marie Isabella werd geboren als de oudste dochter en het eerste kind van groothertog Leopold II van Toscane en Maria Antonia van Bourbon-Sicilië, dochter van koning Frans I der Beide Siciliën.
Op 10 april 1850 trad ze in het huwelijk met haar oom Frans de Paula van Bourbon-Sicilië, ook een kind van Frans I der Beide Siciliën. Uit dit huwelijk werden zes kinderen geboren, waarvan er vier jong stierven:
- Maria Antoinette Guiseppa (16 maart 1851 – 12 september 1938), gehuwd met prins Alfons van Bourbon-Sicilië (zoon van koning Ferdinand II der Beide Siciliën)
- Leopold (24 september 1853 – 4 september 1870)
- Theresa Pia (7 januari 1855 – 1 september 1856)
- Maria Carolina (21 februari 1856 – 7 april 1941), gehuwd met graaf André Zamoyski
- Ferdinand (25 mei 1857 – 22 juli 1859)
- Annuziata (21 september 1858 – 20 maart 1873)

Het koninkrijk der Beide Siciliën viel in 1861, waarop de koninklijke familie in ballingschap ging. In eerste instantie gingen Francisco, Marie Isabella en hun gezin naar Rome, waar ze onder bescherming stonden van paus Pius IX. Maar later werd het grondgebied van de paus ook binnengevallen door Victor Emanuel II van Italië en week Marie Isabella met haar gezin uit naar Frankrijk. Ze stierf op 67-jarige leeftijd.

## Kwartierstaat
| Keizer Leopold II (1747-1792)             | Keizer Leopold II (1747-1792)             | Keizer Leopold II (1747-1792)             | Keizer Leopold II (1747-1792)             | Keizer Leopold II (1747-1792)             | Keizer Leopold II (1747-1792)             |                                       |                                       | Marie Louise van Bourbon (1745-1792)  | Marie Louise van Bourbon (1745-1792)  | Marie Louise van Bourbon (1745-1792) | Marie Louise van Bourbon (1745-1792) | Marie Louise van Bourbon (1745-1792) | Marie Louise van Bourbon (1745-1792) |                                    |                                    | Ferdinand I der Beide Siciliën (1751-1825)   | Ferdinand I der Beide Siciliën (1751-1825)   | Ferdinand I der Beide Siciliën (1751-1825)   | Ferdinand I der Beide Siciliën (1751-1825)   | Ferdinand I der Beide Siciliën (1751-1825)   | Ferdinand I der Beide Siciliën (1751-1825)   |  |  | Maria Carolina van Oostenrijk (1752-1814) | Maria Carolina van Oostenrijk (1752-1814) | Maria Carolina van Oostenrijk (1752-1814) | Maria Carolina van Oostenrijk (1752-1814) | Maria Carolina van Oostenrijk (1752-1814) | Maria Carolina van Oostenrijk (1752-1814) |                                               |                                               | Karel IV van Spanje (1748-1819)               | Karel IV van Spanje (1748-1819)               | Karel IV van Spanje (1748-1819)               | Karel IV van Spanje (1748-1819)               | Karel IV van Spanje (1748-1819)            | Karel IV van Spanje (1748-1819)            |                                        |                                        | Maria Louisa van Parma (1751-1819)        | Maria Louisa van Parma (1751-1819)        | Maria Louisa van Parma (1751-1819)        | Maria Louisa van Parma (1751-1819)        | Maria Louisa van Parma (1751-1819)        | Maria Louisa van Parma (1751-1819)        |  |  |                      |                      |                      |                      |                      |                      |
| Keizer Leopold II (1747-1792)             | Keizer Leopold II (1747-1792)             | Keizer Leopold II (1747-1792)             | Keizer Leopold II (1747-1792)             | Keizer Leopold II (1747-1792)             | Keizer Leopold II (1747-1792)             |                                       |                                       | Marie Louise van Bourbon (1745-1792)  | Marie Louise van Bourbon (1745-1792)  | Marie Louise van Bourbon (1745-1792) | Marie Louise van Bourbon (1745-1792) | Marie Louise van Bourbon (1745-1792) | Marie Louise van Bourbon (1745-1792) |                                    |                                    | Ferdinand I der Beide Siciliën (1751-1825)   | Ferdinand I der Beide Siciliën (1751-1825)   | Ferdinand I der Beide Siciliën (1751-1825)   | Ferdinand I der Beide Siciliën (1751-1825)   | Ferdinand I der Beide Siciliën (1751-1825)   | Ferdinand I der Beide Siciliën (1751-1825)   |  |  | Maria Carolina van Oostenrijk (1752-1814) | Maria Carolina van Oostenrijk (1752-1814) | Maria Carolina van Oostenrijk (1752-1814) | Maria Carolina van Oostenrijk (1752-1814) | Maria Carolina van Oostenrijk (1752-1814) | Maria Carolina van Oostenrijk (1752-1814) |                                               |                                               | Karel IV van Spanje (1748-1819)               | Karel IV van Spanje (1748-1819)               | Karel IV van Spanje (1748-1819)               | Karel IV van Spanje (1748-1819)               | Karel IV van Spanje (1748-1819)            | Karel IV van Spanje (1748-1819)            |                                        |                                        | Maria Louisa van Parma (1751-1819)        | Maria Louisa van Parma (1751-1819)        | Maria Louisa van Parma (1751-1819)        | Maria Louisa van Parma (1751-1819)        | Maria Louisa van Parma (1751-1819)        | Maria Louisa van Parma (1751-1819)        |  |  |                      |                      |                      |                      |                      |                      |
|                                           |                                           |                                           |                                           |                                           |                                           |                                       |                                       |                                       |                                       |                                      |                                      |                                      |                                      |                                    |                                    |                                              |                                              |                                              |                                              |                                              |                                              |  |  |                                           |                                           |                                           |                                           |                                           |                                           |                                               |                                               |                                               |                                               |                                               |                                               |                                            |                                            |                                        |                                        |                                           |                                           |                                           |                                           |                                           |                                           |  |  |                      |                      |                      |                      |                      |                      |
|                                           |                                           |                                           |                                           |                                           |                                           |                                       |                                       |                                       |                                       |                                      |                                      |                                      |                                      |                                    |                                    |                                              |                                              |                                              |                                              |                                              |                                              |  |  |                                           |                                           |                                           |                                           |                                           |                                           |                                               |                                               |                                               |                                               |                                               |                                               |                                            |                                            |                                        |                                        |                                           |                                           |                                           |                                           |                                           |                                           |  |  |                      |                      |                      |                      |                      |                      |
|                                           |                                           |                                           |                                           | Ferdinand III van Toscane (1769-1824)     | Ferdinand III van Toscane (1769-1824)     | Ferdinand III van Toscane (1769-1824) | Ferdinand III van Toscane (1769-1824) | Ferdinand III van Toscane (1769-1824) | Ferdinand III van Toscane (1769-1824) |                                      |                                      |                                      |                                      |                                    |                                    | Louisa Maria van Bourbon-Sicilië (1773-1802) | Louisa Maria van Bourbon-Sicilië (1773-1802) | Louisa Maria van Bourbon-Sicilië (1773-1802) | Louisa Maria van Bourbon-Sicilië (1773-1802) | Louisa Maria van Bourbon-Sicilië (1773-1802) | Louisa Maria van Bourbon-Sicilië (1773-1802) |  |  | Frans I der Beide Siciliën (1777-1830)    | Frans I der Beide Siciliën (1777-1830)    | Frans I der Beide Siciliën (1777-1830)    | Frans I der Beide Siciliën (1777-1830)    | Frans I der Beide Siciliën (1777-1830)    | Frans I der Beide Siciliën (1777-1830)    |                                               |                                               |                                               |                                               |                                               |                                               | Maria Isabella van Bourbon (1789-1848)     | Maria Isabella van Bourbon (1789-1848)     | Maria Isabella van Bourbon (1789-1848) | Maria Isabella van Bourbon (1789-1848) | Maria Isabella van Bourbon (1789-1848)    | Maria Isabella van Bourbon (1789-1848)    |                                           |                                           |                                           |                                           |  |  |                      |                      |                      |                      |                      |                      |
|                                           |                                           |                                           |                                           | Ferdinand III van Toscane (1769-1824)     | Ferdinand III van Toscane (1769-1824)     | Ferdinand III van Toscane (1769-1824) | Ferdinand III van Toscane (1769-1824) | Ferdinand III van Toscane (1769-1824) | Ferdinand III van Toscane (1769-1824) |                                      |                                      |                                      |                                      |                                    |                                    | Louisa Maria van Bourbon-Sicilië (1773-1802) | Louisa Maria van Bourbon-Sicilië (1773-1802) | Louisa Maria van Bourbon-Sicilië (1773-1802) | Louisa Maria van Bourbon-Sicilië (1773-1802) | Louisa Maria van Bourbon-Sicilië (1773-1802) | Louisa Maria van Bourbon-Sicilië (1773-1802) |  |  | Frans I der Beide Siciliën (1777-1830)    | Frans I der Beide Siciliën (1777-1830)    | Frans I der Beide Siciliën (1777-1830)    | Frans I der Beide Siciliën (1777-1830)    | Frans I der Beide Siciliën (1777-1830)    | Frans I der Beide Siciliën (1777-1830)    |                                               |                                               |                                               |                                               |                                               |                                               | Maria Isabella van Bourbon (1789-1848)     | Maria Isabella van Bourbon (1789-1848)     | Maria Isabella van Bourbon (1789-1848) | Maria Isabella van Bourbon (1789-1848) | Maria Isabella van Bourbon (1789-1848)    | Maria Isabella van Bourbon (1789-1848)    |                                           |                                           |                                           |                                           |  |  |                      |                      |                      |                      |                      |                      |
|                                           |                                           |                                           |                                           |                                           |                                           |                                       |                                       |                                       |                                       | Leopold II van Toscane (1797-1870)   | Leopold II van Toscane (1797-1870)   | Leopold II van Toscane (1797-1870)   | Leopold II van Toscane (1797-1870)   | Leopold II van Toscane (1797-1870) | Leopold II van Toscane (1797-1870) |                                              |                                              |                                              |                                              |                                              |                                              |  |  |                                           |                                           |                                           |                                           |                                           |                                           | Maria Antonia van Bourbon-Sicilië (1814-1898) | Maria Antonia van Bourbon-Sicilië (1814-1898) | Maria Antonia van Bourbon-Sicilië (1814-1898) | Maria Antonia van Bourbon-Sicilië (1814-1898) | Maria Antonia van Bourbon-Sicilië (1814-1898) | Maria Antonia van Bourbon-Sicilië (1814-1898) |                                            |                                            |                                        |                                        |                                           |                                           |                                           |                                           |                                           |                                           |  |  |                      |                      |                      |                      |                      |                      |
|                                           |                                           |                                           |                                           |                                           |                                           |                                       |                                       |                                       |                                       | Leopold II van Toscane (1797-1870)   | Leopold II van Toscane (1797-1870)   | Leopold II van Toscane (1797-1870)   | Leopold II van Toscane (1797-1870)   | Leopold II van Toscane (1797-1870) | Leopold II van Toscane (1797-1870) |                                              |                                              |                                              |                                              |                                              |                                              |  |  |                                           |                                           |                                           |                                           |                                           |                                           | Maria Antonia van Bourbon-Sicilië (1814-1898) | Maria Antonia van Bourbon-Sicilië (1814-1898) | Maria Antonia van Bourbon-Sicilië (1814-1898) | Maria Antonia van Bourbon-Sicilië (1814-1898) | Maria Antonia van Bourbon-Sicilië (1814-1898) | Maria Antonia van Bourbon-Sicilië (1814-1898) |                                            |                                            |                                        |                                        |                                           |                                           |                                           |                                           |                                           |                                           |  |  |                      |                      |                      |                      |                      |                      |
|                                           |                                           |                                           |                                           |                                           |                                           |                                       |                                       |                                       |                                       |                                      |                                      |                                      |                                      |                                    |                                    |                                              |                                              |                                              |                                              |                                              |                                              |  |  |                                           |                                           |                                           |                                           |                                           |                                           |                                               |                                               |                                               |                                               |                                               |                                               |                                            |                                            |                                        |                                        |                                           |                                           |                                           |                                           |                                           |                                           |  |  |                      |                      |                      |                      |                      |                      |
|                                           |                                           |                                           |                                           |                                           |                                           |                                       |                                       |                                       |                                       |                                      |                                      |                                      |                                      |                                    |                                    |                                              |                                              |                                              |                                              |                                              |                                              |  |  |                                           |                                           |                                           |                                           |                                           |                                           |                                               |                                               |                                               |                                               |                                               |                                               |                                            |                                            |                                        |                                        |                                           |                                           |                                           |                                           |                                           |                                           |  |  |                      |                      |                      |                      |                      |                      |
| Marie Isabella van Oostenrijk (1834-1901) | Marie Isabella van Oostenrijk (1834-1901) | Marie Isabella van Oostenrijk (1834-1901) | Marie Isabella van Oostenrijk (1834-1901) | Marie Isabella van Oostenrijk (1834-1901) | Marie Isabella van Oostenrijk (1834-1901) |                                       |                                       | Ferdinand IV van Toscane (1835-1906)  | Ferdinand IV van Toscane (1835-1906)  | Ferdinand IV van Toscane (1835-1906) | Ferdinand IV van Toscane (1835-1906) | Ferdinand IV van Toscane (1835-1906) | Ferdinand IV van Toscane (1835-1906) |                                    |                                    | Karel Salvator van Oostenrijk (1839-1892)    | Karel Salvator van Oostenrijk (1839-1892)    | Karel Salvator van Oostenrijk (1839-1892)    | Karel Salvator van Oostenrijk (1839-1892)    | Karel Salvator van Oostenrijk (1839-1892)    | Karel Salvator van Oostenrijk (1839-1892)    |  |  | Maria Louisa van Oostenrijk (1845-1917)   | Maria Louisa van Oostenrijk (1845-1917)   | Maria Louisa van Oostenrijk (1845-1917)   | Maria Louisa van Oostenrijk (1845-1917)   | Maria Louisa van Oostenrijk (1845-1917)   | Maria Louisa van Oostenrijk (1845-1917)   |                                               |                                               | Luigi Salvatore van Oostenrijk (1847-1915)    | Luigi Salvatore van Oostenrijk (1847-1915)    | Luigi Salvatore van Oostenrijk (1847-1915)    | Luigi Salvatore van Oostenrijk (1847-1915)    | Luigi Salvatore van Oostenrijk (1847-1915) | Luigi Salvatore van Oostenrijk (1847-1915) |                                        |                                        | Johan Salvator van Oostenrijk (1852-1890) | Johan Salvator van Oostenrijk (1852-1890) | Johan Salvator van Oostenrijk (1852-1890) | Johan Salvator van Oostenrijk (1852-1890) | Johan Salvator van Oostenrijk (1852-1890) | Johan Salvator van Oostenrijk (1852-1890) |  |  | 3 zusters en 1 broer | 3 zusters en 1 broer | 3 zusters en 1 broer | 3 zusters en 1 broer | 3 zusters en 1 broer | 3 zusters en 1 broer |